# Westmount
Pour les articles homonymes, voir Westmount (homonymie).
Westmount (/ˈwɛst.ˌmaʊnt/) est une ville canadienne du Québec. Elle fait partie de l'agglomération de Montréal et est enclavée dans la ville de Montréal. Située sur le versant sud-ouest du mont Royal, il s'agit de la ville québécoise où le salaire moyen des habitants est le plus élevé de toute la province. En effet, selon le recensement de 2021, les habitants de la ville ont, en moyenne, un salaire annuel de 151 600$. La ville de Westmount réunit une population d'environ 20 000 personnes sur une superficie de 4,02 km2.
On y retrouve des écoles, un aréna, une piscine, une bibliothèque publique et un certain nombre de parcs, tels que le parc Westmount, le parc King George, et le sommet de Westmount.
Historiquement, la communauté de Westmount était aisée et majoritairement anglophone, ayant été à une époque, la communauté la plus riche du Canada. Elle compétitionne maintenant pour ce titre avec plusieurs autres communautés : des communautés de Vancouver, telles que Shaughnessy et Kerrisdale et des communautés de Toronto, telles que Lawrence Park, Forest Hill, Rosedale, et The Bridle Path.[réf. nécessaire]

## Géographie
Les principales artères commerciales de Westmount sont l'avenue Greene, l'avenue Victoria, la rue Sherbrooke et la rue Sainte-Catherine.

### Municipalités limitrophes
La ville de Westmount n'est limitrophe qu'à celle de Montréal étant donné qu'elle est enclavée.

## Histoire

### Préhistoire
Des indices indiquent une occupation autochtone entre 5 000 et 4 000 ans avant aujourd’hui. Au cours de la seconde moitié du XIXe siècle et au tournant du XXe siècle, de nombreuses sépultures humaines préhistoriques sont découvertes dans un secteur assez vaste de Westmount. Un ancien cimetière autochtone y a été mis au jour en 1898, près du terrain du Club Saint George, à l’intersection de l’avenue Aberdeen et du Boulevard.

### Premiers établissements

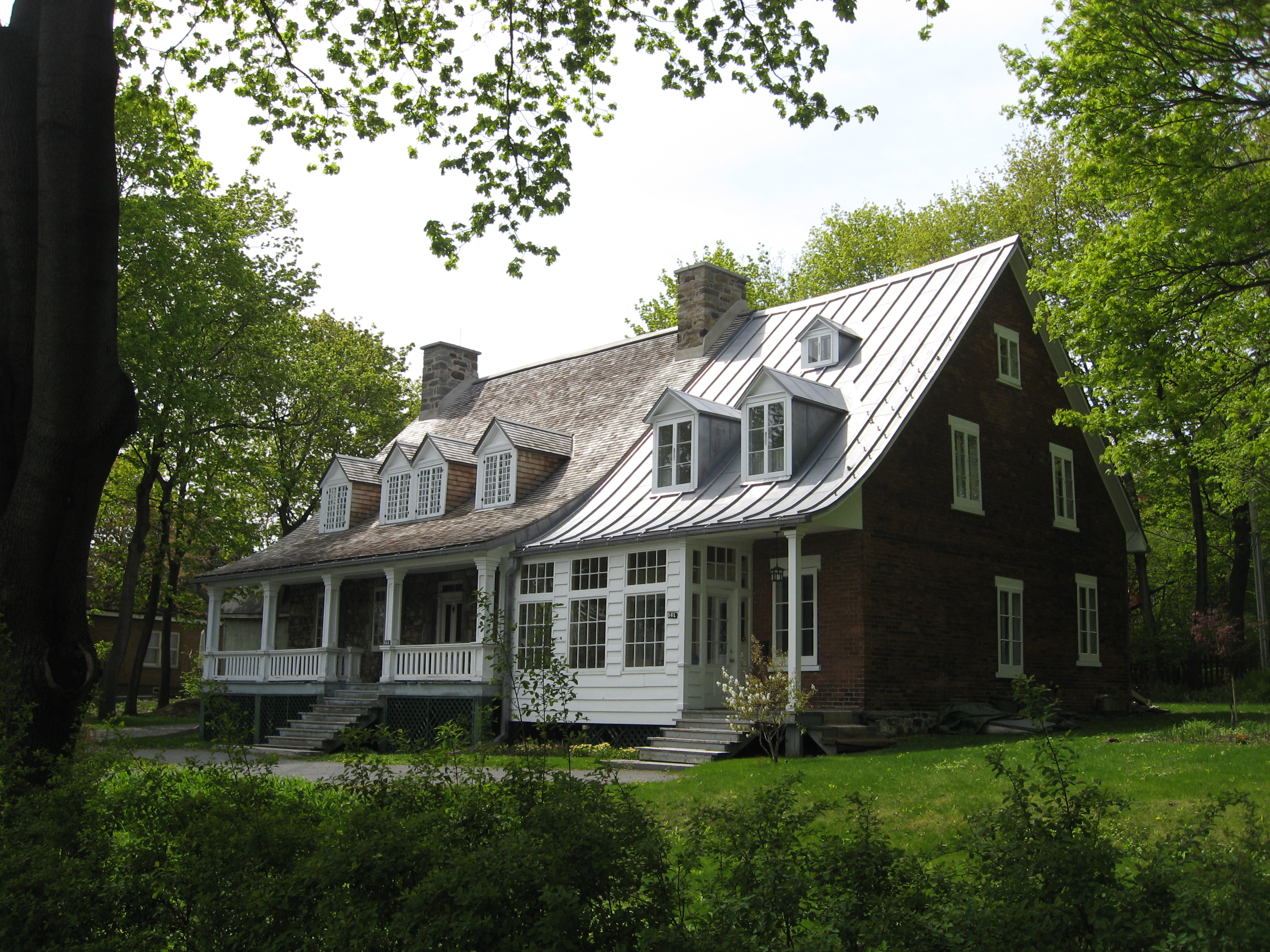
La maison Hurtubise est le plus ancien bâtiment de la ville.

À partir du moment où les premiers colons s'y installent, au milieu du XVIIe siècle, ce territoire est connu sous plusieurs noms, dont La Petite Montagne, Notre-Dame-de-Grâce et Côte-Saint-Antoine. En 1699, de premiers colons vivent dans une ferme, la maison Hurtubise.
En 1684, les Sulpiciens font construire le Fort des Messieurs. Il en reste des vestiges, soit deux vieilles tours et quelques murs situés sur le site du Collège de Montréal. Ce fort se trouvait hors de la limite actuelle de Westmount, cependant son terrain occupait une partie considérable de la ville de Westmount.
C’est vers le début du XVIIIe siècle que commence vraiment le développement de Westmount avec l’édification d’une demeure en pierres par la famille Saint-Germain sur le chemin de la Côte-Saint-Antoine. Ensuite, la famille Leduc érige sa maison à l’est des avenues Belmont et Murray. Des vestiges de cette maison sont encore visibles.
Plus tard, après la Conquête, des négociants de fourrure du Nord-Ouest, William Hallowell et John Clarke, viennent s’y établir. Puis ce sont William Bowman, William Murray, l’honorable John Young (commissaire du port de Montréal), le docteur Selby et d’autres qui achètent de vieilles fermes et construisent des maisons de campagne. Certaines de ces maisons appartiennent encore aux descendants de ces familles.
En 1873, alors que le noyau villageois se constitue au sud du secteur, la côte Saint-Antoine est incorporée sous le nom de village de Côte-Saint-Antoine. Le choix de Westmount, qui s'impose à partir de 1895, reflète bien la situation géographique de cette ville, sur le flanc sud-ouest du mont Royal, ainsi que la présence d'une importante population anglophone protestante, souvent d'origine écossaise.

### Banlieue cossue

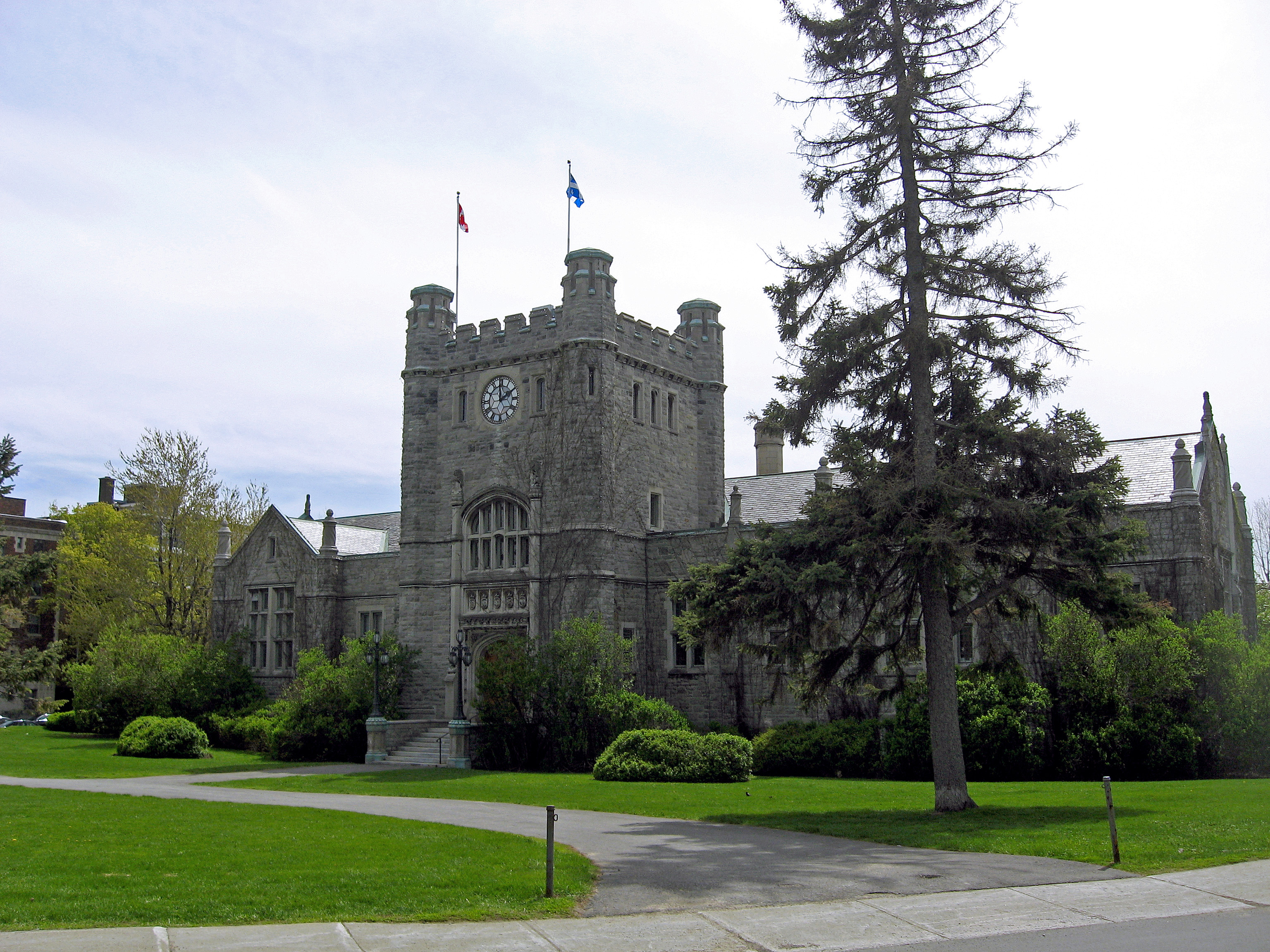
L'hôtel de ville de Westmount

Au cours du XXe siècle, Westmount devient une banlieue cossue de Montréal, une ville de petite dimension – à peine 4 km2 – densément peuplée qui possède une réputation enviable pour ses espaces verts et sa qualité de vie. Dès cette époque les réalisations de l'architecte Robert Findlay, ancien résident de Westmount, sont construites avec : la bibliothèque, l'hôtel de ville et plusieurs autres bâtiments publics. Le parc Westmount a été conçu par Frederick Law Olmsted et Calvert Vaux.

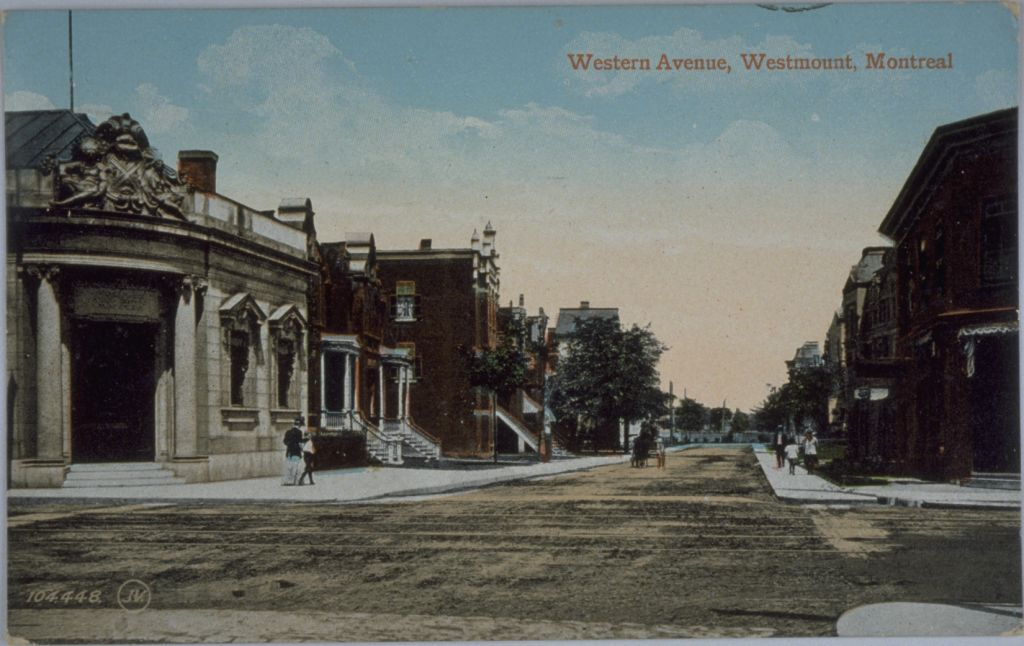
Avenue Western, Westmount.

Dans l'imaginaire populaire, le quartier est associé à la bourgeoisie, avec une population professionnelle de classe moyenne aisée en bas de la côte « Lower Westmount » et une classe très huppée en haut de la côte « Upper Westmount »,.
Au XXe siècle, plusieurs des plus riches familles canadiennes habitent Westmount, tels que la famille Molson et la famille Bronfman. Cela en fait une cible symbolique pour les attaques terroristes du Front de libération du Québec des années 60, jusqu'à l'infameuse crise d'octobre.
À la fin du XXe siècle, l'image de l'élite anglophone ne reflète plus totalement la réalité quotidienne des Westmountais qui forment une communauté de plus en plus hétérogène.
Westmount reste une zone où les habitants sont parmi les plus fortunés du Canada. La maison la plus chère de l'île de Montréal, selon le dernier rôle d'évaluation foncière, est située a Westmount et vaut 18,7 millions de dollars.
En 2002, Westmount est – avec d'autres municipalités – fusionnée à la ville de Montréal malgré l'opposition du maire et d'une partie de la population, puis défusionnée en 2006 après un référendum tenu en 2004,,.
La ville a été désignée lieu historique national par la commission des lieux et monuments historiques du Canada en 2011.

### Fusion avec Montréal
Le 1er janvier 2002, Westmount est fusionnée avec le reste de la ville de Montréal. Par référendum organisé le 20 juin 2004, les habitants votent à 92 % pour la défusion et Westmount redevient une municipalité à part entière le 1er janvier 2006.

### Héraldique
| L'écu de Westmount se blasonne ainsi : Coupé-vouté d'or sur pourpre, au un chargé d'un demi-soleil d'argent rayonnant de gueules mouvant du chef, au deux chargé d'une branche de rosier au naturel posée en fasce, feuillée du même, fleurie à ses deux extrémités d'une rose d'argent et, suspendu à son milieu, un écusson du même à un corbeau de saint-Antoine volant tenant dans son bec un morceau de pain, le tout au naturel,. |

## Démographie
| 1881 | 1891  | 1901  | 1911   | 1921   | 1931   | 1941   | 1951   |
| ---- | ----- | ----- | ------ | ------ | ------ | ------ | ------ |
| 884  | 3 076 | 8 856 | 14 579 | 17 593 | 24 235 | 26 047 | 25 222 |

| 1956   | 1961   | 1966   | 1971   | 1976   | 1981   | 1986   | 1991   |
| ------ | ------ | ------ | ------ | ------ | ------ | ------ | ------ |
| 24 800 | 25 012 | 24 107 | 23 600 | 22 153 | 20 480 | 20 011 | 20 239 |

| 1996   | 2001   | 2006   | 2011   | 2016   | 2021   | - | - |
| ------ | ------ | ------ | ------ | ------ | ------ | - | - |
| 20 420 | 19 727 | 20 494 | 19 931 | 20 312 | 19 658 | - | - |

En 2011, Westmount comptait une population de 19 931 habitants pour 8 637 logements.
11 % de la population de Westmount est à faible revenu contre 22,8 % sur l'île de Montréal.
Plus des trois quarts des résidents de la ville peuvent soutenir une conversation à la fois en français et en anglais (77 %). L’anglais demeure toutefois la langue la plus utilisée à la maison. Les unilingues anglophones sont plus nombreux, soit 3 960 personnes, et représentent 20 % de la population de la ville.
La population est en meilleure santé que dans certains quartiers voisins, en 2005 l'espérance de vie est ainsi de dix ans supérieure à celle du quartier voisin de Saint-Henri.

## Administration
Les élections municipales se font en bloc et suivant un découpage de huit districts.
| Westmount Maires depuis 2005                                                                                         |                    |         |          |
| Élection | Maire              | Qualité | Résultat |
| 2005 | Karin Marks        |         | Voir     |
| 2009 | Peter F. Trent     |         | Voir     |
| 2013 | Peter F. Trent     | Voir    |          |
| 2017 | Christina M. Smith |         | Voir     |
| 2021 | Christina M. Smith | Voir    |          |
| Élection partielle en italique Depuis 2005, les élections sont simultanées dans toutes les municipalités québécoises |                    |         |          |

## Lieux notables
Plusieurs lieux notables sont au cœur de Westmount. Parmi ceux-ci se trouvent :
- Le Collège Dawson, un Cegep anglophone.
- La Maison Hurtubise, construite en 1739 et située au 561, chemin de la Côte Saint-Antoine est la plus vieille maison de Westmount[27],[28],[29].
- La Maison Albert-Furness, construite en 1848, située au 3021 avenue Trafalgar, est un exemple rare au Québec de villa néo-gothique.
- Westmount Square, un complexe immobilier.
- La Villa Sainte-Marcelline, une école francophone privée.
- L'hôtel de ville de Westmount, érigé en 1922[30].
- La bibliothèque municipale de Westmount, ouverte en 1899[31].
- Selwyn House, une école anglophone privée

### Édifices religieux

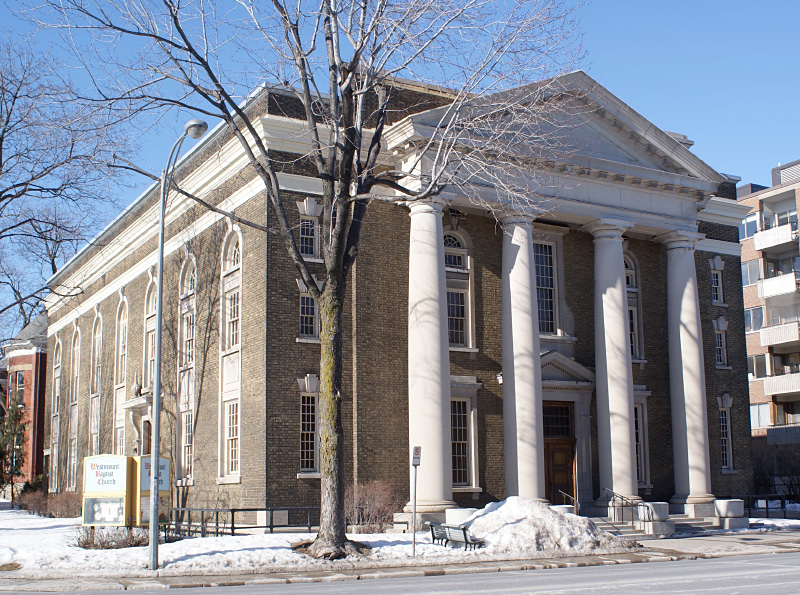
Bâtiment de Westmount Baptist Church

- Westmount Baptist Church (Canadian Baptists of Ontario and Quebec, une région des Ministères baptistes canadiens)
- Église Saint-Léon de Westmount (Église catholique au Canada)

## Personnalités notables
Depuis le début du XXIe siècle, la bourgeoisie émergente de Westmount devient également francophone. On dénombre :
- Robert Miller, milliardaire, fondateur de Future Electronic[32] ;
- Jacques Villeneuve, pilote automobile professionnel[33];
- Philippe de Gaspé Beaubien, homme d'affaires québécois[34];
- Jean Charest, ancien Premier ministre du Québec[35];
- Brian Mulroney, ancien Premier ministre du Canada[36];
- Lara Fabian, chanteuse francophone[37];
- Leonard Cohen, artiste[38];
- Julius Grey, avocat[39];
- Sakher El-Materi, gendre du président tunisien déchu Zine Ben Ali[40];
- Famille Bronfman, milliardaires[41] ;
- Famille Molson, propriétaires des Canadiens de Montréal et de la bière Molson[42],[43] ;
- Yvon Deschamps et Judi Richards, humoriste québécois (retraité) et chanteuse[44];

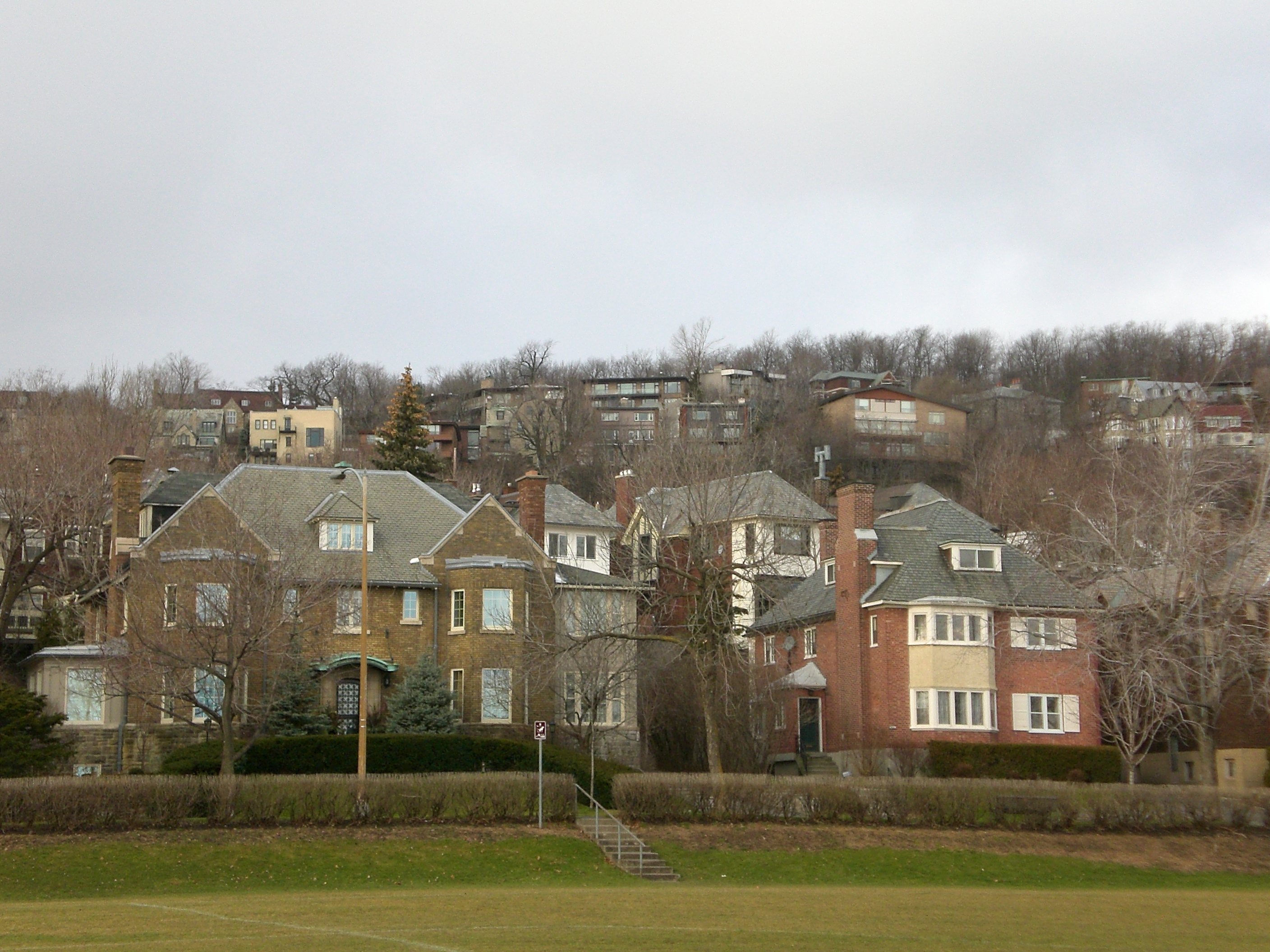
Upper Westmount
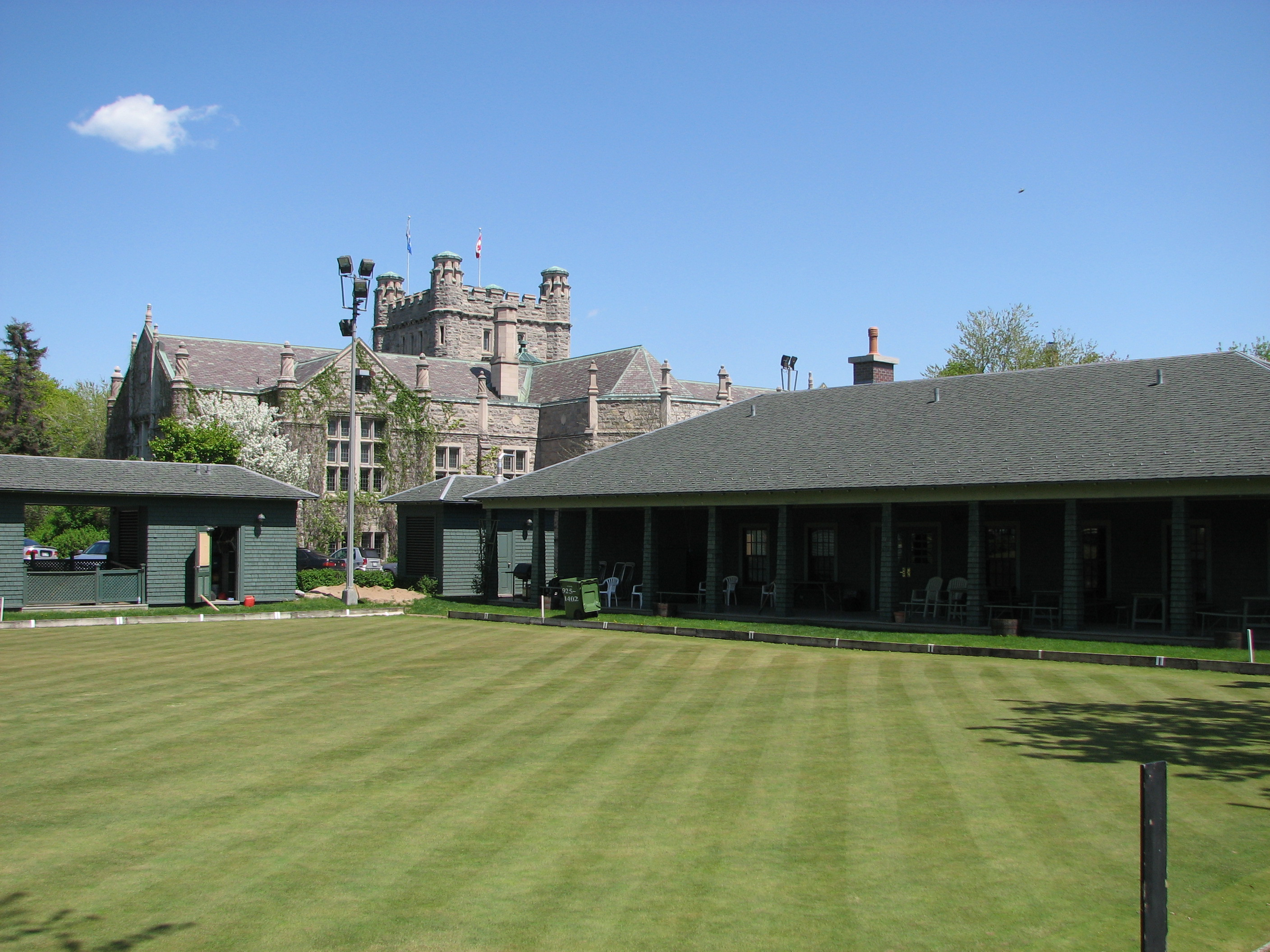
Terrain de boulingrin et hôtel de ville
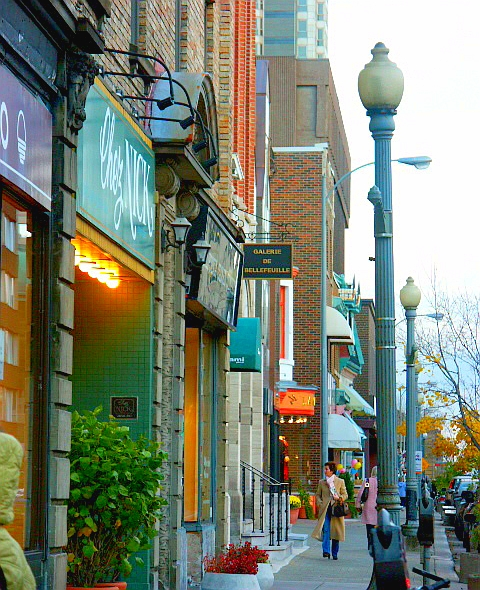
Avenue Greene
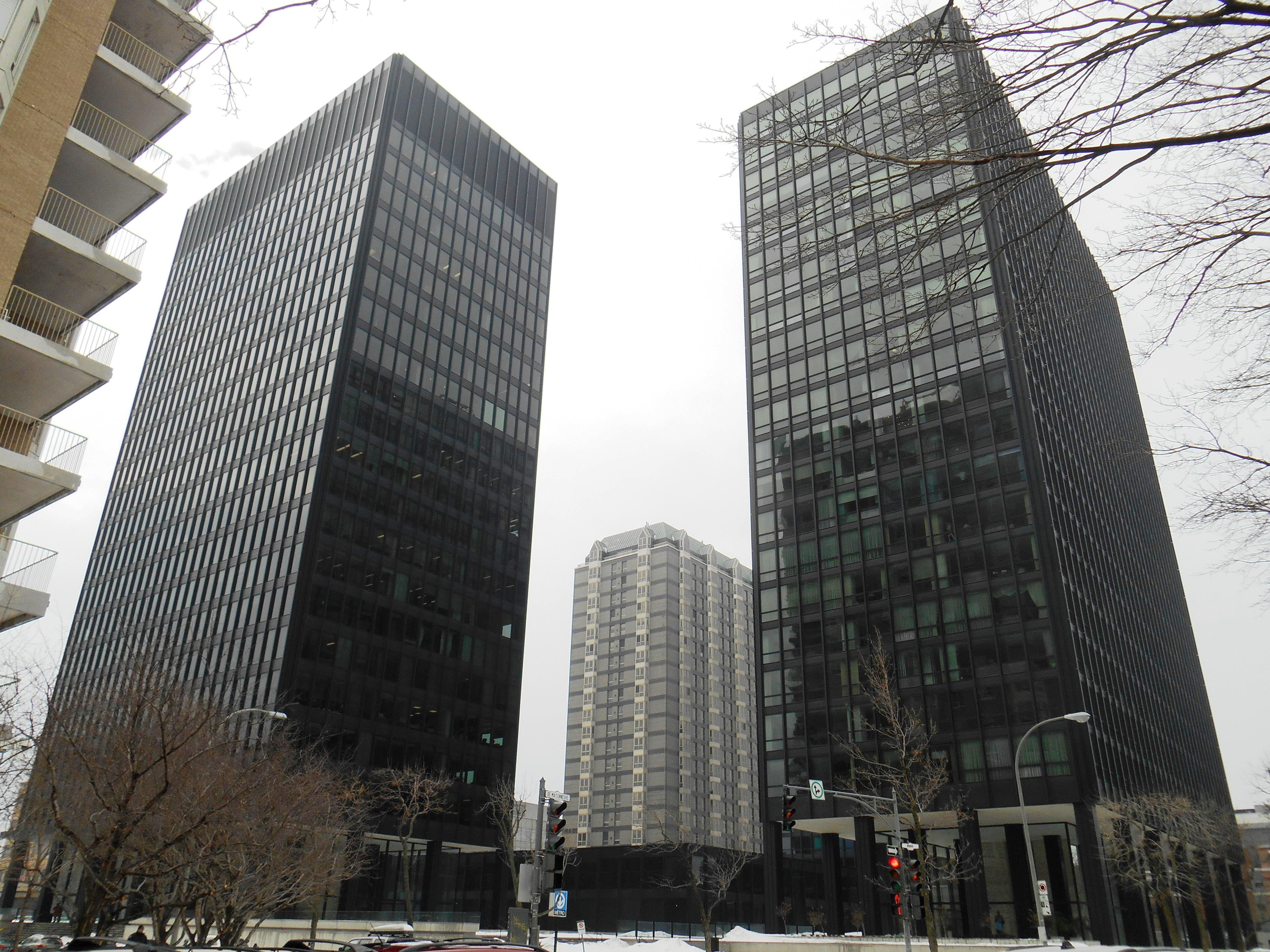
Westmount Square
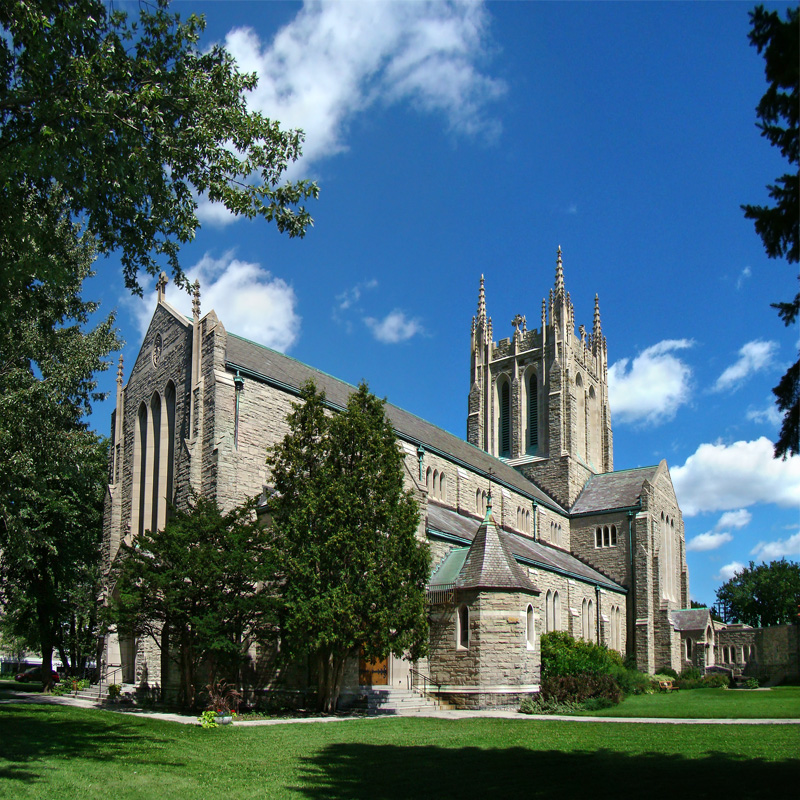
Église Ascension of Our Lord